# Scolopsis ghanam
Espèce
Scolopsis ghanam est une espèce des poissons téléostéens (Teleostei).